# Liste der Abgeordneten zum Salzburger Landtag (5. Gesetzgebungsperiode)
Diese Liste der Abgeordneten zum Salzburger Landtag (5. Gesetzgebungsperiode) listet alle Abgeordneten zum Salzburger Landtag in der 5. Gesetzgebungsperiode bzw. 9. Wahlperiode auf. Die Gesetzgebungsperiode dauerte von der Konstituierung des Landtags am 19. Juni 1964 bis zum 13. Mai 1969. Die Konstituierung des nachfolgenden Landtags der 6. Gesetzgebungsperiode erfolgte am 14. Mai 1969.
Bei der Landtagswahl 1964 erzielte die Österreichische Volkspartei (ÖVP) 15 der 32 Mandate und gewann damit ein Mandat gegenüber der Wahl 1959. Die Sozialistische Partei Österreichs (SPÖ) erzielte neuerlich 13 Mandate, die Freiheitliche Partei Österreichs (FPÖ) musste ein Mandat abgeben und zog mit vier Mandaten in den Landtag ein.
Nach der Angelobung der Landtagsabgeordneten erfolgte in der konstituierenden Sitzung am 19. Juni 1964 die Wahl der Landesregierung Lechner II, die damit der Landesregierung Lechner I nachfolgte.

## Funktionen

### Landtagspräsidenten
Das Amt des Landtagspräsidenten übernahm in der 5. Gesetzgebungsperiode zunächst der seit 1963 amtierende Martin Saller (ÖVP). Die Funktion des Ersten Landtagspräsidenten-Stellvertreters übernahm der neugewählte SPÖ-Politiker Hans Pexa (SPÖ), in das Amt des Zweiten Landtagspräsident-Stellvertreters wurde der ebenfalls seit 1963 im Amt befindliche Hans Zyla (ÖVP) gewählt. Die Wahl der drei Landtagspräsidenten erfolgte in der konstituierenden Sitzung am 19. Juni 1959.
Nach dem Tod von Martin Saller am 28. Juli 1965 wurde der bisherige Zweite Landtagspräsident-Stellvertreter Hans Zyla am 6. Oktober 1965 zum neuen Landtagspräsidenten gewählt. Für ihn rückte Josef Eisl zum neuen Zweiten Landtagspräsident-Stellvertreter nach. Nachdem auch Eisl am 19. Jänner 1968 verstorben war, wurde für ihn Anton Bonimaier zum Zweiten Landtagspräsident-Stellvertreter gewählt.

### Landtagsabgeordnete
| Name                  | Fraktion | Anmerkung                                                                   |
| --------------------- | -------- | --------------------------------------------------------------------------- |
| Bonimaier Anton       | ÖVP      | am 30. Juni 1964 für ein in die Landesregierung gewähltes Mitglied angelobt |
| Brandauer Josef       | SPÖ      |                                                                             |
| Brunauer Josef        | SPÖ      |                                                                             |
| Brunner Johann        | ÖVP      | am 30. Juni 1964 für ein in die Landesregierung gewähltes Mitglied angelobt |
| Eisl Josef            | ÖVP      | am 19. Jänner 1968 verstorben                                               |
| Erber Josef           | ÖVP      |                                                                             |
| Gruber Jakob          | SPÖ      |                                                                             |
| Haslauer Wilfried     | ÖVP      |                                                                             |
| Haslinger Michael     | ÖVP      | Mandatsverzicht per 29. Juni 1964 nach Wahl in die Landesregierung          |
| Hörl Josef            | ÖVP      |                                                                             |
| Hufler Kurt           | SPÖ      |                                                                             |
| Illig Franz           | SPÖ      |                                                                             |
| Illmer Simon          | ÖVP      | am 6. Oktober 1965 für Martin Saller angelobt                               |
| Janschitz Robert      | SPÖ      | am 24. März 1965 für Fritz Schorn angelobt                                  |
| Karl Otto             | FPÖ      |                                                                             |
| Kirchner Ferdinand    | ÖVP      |                                                                             |
| Krüttner Manfred      | FPÖ      |                                                                             |
| Lechner Hans          | ÖVP      | Mandatsverzicht per 29. Juni 1964 nach Wahl in die Landesregierung          |
| Leitner Walter        | FPÖ      | Mandatsverzicht per 29. Juni 1964 nach Wahl in die Landesregierung          |
| Pexa Hans             | SPÖ      |                                                                             |
| Peyerl Franz          | SPÖ      | bis 3. November 1966                                                        |
| Pichler Josef         | SPÖ      | am 11. Oktober 1967 für Johann Wohl angelobt                                |
| Pöllhuber Michael     | FPÖ      | am 4. November 1964 für Kurt Richter angelobt                               |
| Pongruber Christian   | ÖVP      | am 7. Februar 1968 für Josef Eisl angelobt                                  |
| Rettenbacher Heinrich | ÖVP      |                                                                             |
| Richter Kurt          | FPÖ      | bis 3. November 1964                                                        |
| Saller Martin         | ÖVP      | bis 28. Juli 1965                                                           |
| Schmidinger Johann    | ÖVP      |                                                                             |
| Schorn Fritz          | SPÖ      | bis 23. März 1965                                                           |
| Spann Franz           | ÖVP      | am 30. Juni 1964 für ein in die Landesregierung gewähltes Mitglied angelobt |
| Steinocher Karl       | SPÖ      |                                                                             |
| Stockinger Walter     | SPÖ      |                                                                             |
| Ungar Hans            | ÖVP      |                                                                             |
| Wally Leopold         | SPÖ      | am 3. November 1966 für Franz Peyerl angelobt                               |
| Weiser Josef          | ÖVP      |                                                                             |
| Weiser Martha         | ÖVP      |                                                                             |
| Wohl Johann           | SPÖ      | bis 10. Oktober 1967                                                        |
| Wolfgruber Rupert     | ÖVP      | Mandatsverzicht per 29. Juni 1964 nach Wahl in die Landesregierung          |
| Zillner Karl          | SPÖ      |                                                                             |
| Zillner Alois         | FPÖ      | am 30. Juni 1964 für Walter Leitner angelobt                                |
| Zyla Hans             | ÖVP      |                                                                             |